# Кресвел (Орегон)
Кресвел (енгл. Creswell) град је у америчкој савезној држави Орегон.

## Демографија
По попису из 2010. године број становника је 5.031, што је 1.452 (40,6%) становника више него 2000. године.
| Група             | 2000.         | 2010.         |
| Белци             | 3.124 (87,3%) | 4.326 (86,0%) |
| Афроамериканци    | 11 (0,3%)     | 20 (0,4%)     |
| Азијати           | 19 (0,5%)     | 50 (1,0%)     |
| Хиспаноамериканци | 251 (7,0%)    | 434 (8,6%)    |
| Укупно            | 3.579         | 5.031         |